# Gorbaczowo (osiedle)
Gorbaczowo (ros. Горбачёво) – osiedle w Rosji, w obwodzie tulskim, w rejonie pławskim. W 2010 liczyło 808 mieszkańców.